# Cytheropteron ensenadense
Cytheropteron ensenadense är en kräftdjursart som beskrevs av Benson 1959. Cytheropteron ensenadense ingår i släktet Cytheropteron och familjen Cytheruridae. Inga underarter finns listade i Catalogue of Life.